# Katastrofa lotu Nigeria Airways 2120
Katastrofa lotu Nigeria Airways 2120 wydarzyła się 11 lipca 1991 w Dżuddzie w Arabii Saudyjskiej. Wkrótce po starcie na pokładzie samolotu Douglas DC-8 wybuchł pożar. Piloci zawrócili w stronę lotniska, jednak podczas podchodzenia do lądowania stracili kontrolę nad samolotem i maszyna rozbiła się 1 kilometr przed progiem pasa. Wszyscy obecni na pokładzie zginęli.

## Przed tragedią
Port lotniczy Dżudda położony jest niedaleko od Mekki – świętego miejsca islamu i celu hadżdżu – religijnej pielgrzymki wiernych, którą wierzący muzułmanin musi przynajmniej raz w życiu odbyć. W okresie hadżdżu ruch lotniczy na lotnisku Dżudda był niezwykle intensywny (zbudowano nawet specjalny terminal, by przyjąć wielką liczbę pielgrzymów przylatujących do Mekki), oprócz regularnych lotów odbywało się też wiele lotów czarterowych, przewożących pielgrzymów z odległych części świata. Pielgrzymi z Nigerii przybyli do Dżuddy na pokładzie 23-letniego samolotu Douglas DC-8, będącego własnością kanadyjskiej spółki Nolisair; w imieniu tej spółki loty wykonywał przewoźnik Nationair, który wyleasingował samolot nigeryjskiej linii lotniczej Nigeria Airways (było to tzw. wet-lease: Nationair zapewniał samolot, załogę, personel pokładowy, mechaników i ubezpieczenie, podczas gdy Nigeria Airways nadawało swój numer lotu i pokrywało wszelkie koszty – paliwo, podatki, opłaty lotniskowe itp.) Załogę samolotu stanowili dwaj doświadczeni piloci kanadyjscy – kapitan William Allan i pierwszy oficer Kent Davidge, oraz inżynier pokładowy Victor Fehr.

## Przebieg lotu
Samolot wykonujący lot 2120 z Dżuddy do Sokoto w Nigerii rozpoczął rozbieg o godzinie 8:28, samolot pilotowany był przez Davidge'a. W trakcie rozbiegu załoga odczuła nagły wstrząs, któremu towarzyszył charakterystyczny hałas. „Co to było?” – zapytał Fehr. „Chyba pękła opona” – odpowiedzieli piloci. Rozbieg można było przerwać, jednak pęknięcie opony w czasie rozbiegu nie jest rzadkim zjawiskiem i z reguły nie stanowi zagrożenia dla bezpieczeństwa lotu. Tuż po przekroczeniu przez samolot prędkości 90 węzłów (167 km/h) dźwięk pojawił się ponownie. Ponieważ żaden ze wskaźników pokładowych nie wskazywał nic niepokojącego, piloci kontynuowali start i o 8:29 maszyna oderwała się od ziemi.
W niespełna półtorej minuty później włączył się pierwszy z alarmów – posłuszeństwa odmówiła instalacja hermetyzacji kadłuba. Załoga zgłosiła do wieży przerwanie wznoszenia i ustabilizowanie maszyny na pułapie 2000 stóp (600 metrów) celem zbadania sytuacji; wtedy włączył się kolejny alarm, informujący o niedziałających spojlerach. Wkrótce potem pojawił się następny komunikat, mówiący o problemach z podwoziem. Załoga zgłosiła chęć powrotu na lotnisko; wtedy inżynier zawiadomił Davidge'a, że zaczyna spadać ciśnienie płynu w przewodach hydraulicznych, umożliwiających kierowanie samolotem.
W tym czasie w kabinie pasażerskiej pojawiły się pierwsze oznaki zagrożenia – nieprzyjemny, gryzący zapach. Gdy personel pokładowy zaczął badać sytuację, zauważono, że podłoga w tylnej części kabiny zaczęła się rozgrzewać.
W kokpicie rozbrzmiał kolejny alarm – hamulce aerodynamiczne przestały funkcjonować. Piloci zgłosili sytuację awaryjną i zostali skierowani z powrotem do Dżuddy, jednak Davidge zawiadomił kapitana, że nie jest w stanie sterować samolotem. W tylnej części kabiny pasażerskiej pojawił się gęsty dym, wybuchła panika i pasażerowie zaczęli przemieszczać się w stronę przodu samolotu. Personel pokładowy powiadomił kapitana o zadymieniu, a wkrótce w kabinie pasażerskiej pojawiły się płomienie. Personel pokładowy próbował walczyć z ogniem, ale bez efektów.
Allen przejął stery i skierował maszynę szerokim łukiem najpierw nad Morzem Czerwonym, a następnie nad Dżuddą w stronę pasa startowego. W czasie końcowego podejścia pożar ogarnął kabinę pasażerską. Kadłub maszyny był już poważnie uszkodzony przez ogień i z samolotu zaczęły wypadać płonące bagaże, fotele i ciała pasażerów – spalone zwłoki pasażerów znajdowano w Dżuddzie 17 km od progu pasa. Pasażerowie próbowali otworzyć drzwi samolotu, gdyż gryzący dym uniemożliwiał oddychanie. Podczas badania szczątków maszyny odnaleziono drzwi z zamknięciem w pozycji „otwarte”, co było niemożliwe technicznie. 3 kilometry od progu pasa Allen utracił kontrolę nad sterem wysokości, udało mu się jeszcze ustawić samolot w osi pasa – i wtedy jego stery również całkowicie odmówiły posłuszeństwa. Kapitan opuścił podwozie samolotu, mając nadzieję, że nieco zamortyzuje to zderzenie z ziemią i próbował sterować samolotem za pomocą zmiany ciągu silników – wtedy jednak kadłub samolotu zaczął się rozpadać w powietrzu. Samolot zderzył się z ziemią w pustynnym terenie około 1 kilometra przed progiem pasa startowego. Nikt nie ocalał.

## Przyczyny katastrofy
Śledztwo prowadziła Kanadyjska Rada Bezpieczeństwa Transportu (CTSB) oraz śledczy z Arabii Saudyjskiej. Śledczym było trudno znaleźć źródło ognia, gdyż samolot spłonął wskutek katastrofy. Czarne skrzynki trafiły do laboratorium Krajowej Rady Bezpieczeństwa Transportu w Waszyngtonie, a szczątki maszyny do kanadyjskiego laboratorium w Ottawie.
Podczas badania szczątków maszyny okazało się, że jedno z kół podwozia głównego zostało uszkodzone w nietypowy sposób: ślady i ogólny charakter zniszczenia wskazywały, że przez pewien czas tarło ono o jakąś powierzchnię, ulegając spłaszczeniu i zeszlifowaniu oraz silnie się rozgrzewając. Podczas oględzin pasa startowego lotniska w Dżuddzie zauważono pozostawione przez lewe podwozie startującego samolotu smugi i rysy na powierzchni pasa o znacznej długości. Zaczęto badać ocalałe fragmenty opon rozbitego DC-8. Odnaleziono również fragmenty dokumentów wypełnianych przez personel naziemny podczas przygotowywania maszyny do startu. Jeden z ocalałych dokumentów opisywał badanie podwozia głównego. Po przyjrzeniu się zapisom śledczy zauważyli, że wartości ciśnienia w poszczególnych oponach wyglądają na wpisane dwoma różnymi długopisami.
Gdy kartkę przeanalizowano, ustalono, że w istocie zostało dokonane fałszerstwo. Badanie w kanadyjskim laboratorium kryminologicznym wykazało, że dwie opony miały zbyt niskie ciśnienie, by maszyna mogła zostać dopuszczona do startu, po czym niskie wartości zostały nadpisane innym długopisem, tak by wyglądały na prawidłowe. Postępowanie takie było sprzeczne z obowiązującymi przepisami, zabraniającymi korygowania bądź poprawiania jakichkolwiek wpisów w dokumentach samolotu.
Śledczy zaczęli badać historię napraw i kontroli technicznych rozbitej maszyny. Ustalono, że cztery dni wcześniej, podczas kontroli technicznej w Ghanie, mechanicy odkryli, że dwie opony lewego głównego podwozia wymagają wymiany – uległy one widocznemu zużyciu, a ciśnienie azotu wewnątrz było wyraźnie poniżej dopuszczalnego minimum (ciśnienie powinno wynosić 180 psi (1,24 MPa), a wynosiło 150 psi (1,03 MPa)). Ponieważ jednak Nigeria Airways miała opóźnienie w realizacji zakontraktowanych czarterów a wymiana opony spowodowałaby dodatkowe opóźnienie – opon nie wymieniono. Zamiast tego jeden z mechaników sfałszował zapisy w dokumentach maszyny, tak by opony wyglądały na właściwie napompowane. Problem odkrył główny mechanik, zajmujący się samolotem przed startem z Dżuddy, na 20 minut przed rozpoczęciem feralnego lotu, jednak nie dysponował sprężonym azotem. Próbował pożyczyć jedną butlę azotu od innych mechaników, jednak nie udało mu się tego załatwić na czas i ostatecznie DC-8 rozpoczął rozbieg z dwiema oponami o zbyt niskim ciśnieniu. Nikt nie poinformował kapitana o problemie z oponami; gdyby tak się stało, niewykluczone, że Allen zdecydowałby się opóźnić start, aby doprowadzić samolot do pełnej przydatności do lotu.
Pomiędzy feralną kontrolą w Ghanie a startem z Dżuddy samolot wykonał 7 startów i lądowań z niedopompowanymi oponami w podwoziu. Ranek 11 lipca był wyjątkowo gorący, temperatura pasa startowego wynosiła ponad 50 °C. Gorąco podczas długiego, 5-kilometrowego kołowania i rozbiegu dodatkowo osłabiło feralne opony, które uległy przegrzaniu i w pewnym momencie zaczęły się nadtapiać. Jako pierwsza pękła jedna z prawidłowo napompowanych opon – lewa przednia na lewym podwoziu głównym – w tym momencie pojawił się wstrząs i charakterystyczny dźwięk zarejestrowany przez pokładowe czarne skrzynki, który po chwili umilkł. Przy prawidłowym ciśnieniu w pozostałych oponach, ciężar samolotu rozłożyłby się równomiernie na trzy pozostałe opony; w tym przypadku jednak, lewa tylna opona miała zbyt niskie ciśnienie i pod nagle zwiększonym obciążeniem również pękła – w tym momencie charakterystyczny dźwięk na rejestratorze pojawił się ponownie. Dwa koła zaczęły trzeć o rozgrzany pas startowy, błyskawicznie się nagrzewając i doprowadzając do zapalenia się opon. Po chwili samolot wystartował. Wkrótce po starcie załoga schowała podwozie i płonące opony znalazły się wewnątrz kadłuba, w gondoli podwozia. Pożar zaczął szybko się rozwijać, uszkadzając kolejne przewody i instalacje biegnące w pobliżu gondoli podwozia, co powodowało pojawienie się kolejnych alarmów w kokpicie; po pewnym czasie ogień przedostał się do kabiny pasażerskiej, niszcząc przebiegające w jej podłodze systemy sterujące i powodując stopniową utratę kontroli nad samolotem, jak również dotarł do głównego zbiornika paliwa.
Historię katastrofy przedstawiono w jednym z odcinków serialu Katastrofa w przestworzach – Morze ognia na pustyni (Desert Inferno); tytuł alternatywny – Pod presją (Under Pressure).